# Dinah Sings Bessie Smith
Dinah Sings Bessie Smith — студийный альбом американской певицы Дины Вашингтон, выпущенный в 1958 году на лейбле EmArcy Records. В 1986 году был переиздан как The Bessie Smith Songbook. Альбом посвящён американской блюзовой певице Бесси Смит.

## Отзывы критиков
| Оценки критиков                            | Оценки критиков |
| Источник                                   | Оценка          |
| ------------------------------------------ | --------------- |
| AllMusic                                   | [ 1 ]           |
| The Encyclopedia of Popular Music          | [ 2 ]           |
| MusicHound Jazz: The Essential Album Guide | [ 3 ]           |
| The Penguin Guide to Jazz                  | [ 4 ]           |
| The Rolling Stone Jazz & Blues Album Guide | [ 5 ]           |

Джон Буш из AllMusic: «Одарённая сильным, красивым голосом и очень точными фразировками, Дина Вашингтон передала неуёмный дух и чутье Бесси Смит даже лучше, чем Билли Холидей, самая известная поклонница Смит. Для своего трибьют-альбома Вашингтон избегала самых известных песен Смит, вместо этого она мудро сосредоточилась на более вызывающих стандартах „императрицы блюза“. Вашингтон звучит просто великолепно, она сосредоточена на фразировке Смит, но подчеркивает свои собственные евангельские корни. Аккомпанемент, созданный Эдди Чамбли и его оркестром, подчёркивает водевильное и диксилендовское звучание блюза начала века, тяжёлую игру на скользящем тромбоне, рычащую трубу и скелетообразную, шаткую перкуссию».
Музыкальный критик Уилл Фридуолд написал: «У Дины и Бесси нет того духовного взаимопонимания, которого так много на предыдущем альбоме. Что ещё более важно, альбом страдает от отсутствия Эрни Уилкинса: все песни записаны Эдди Чамбли и его оркестром, а обстановка, напоминающая Диксиленд, не особо подходит ни одной из них».

## Список композиций
1. «After You’ve Gone» (Тернер Лейтон, Генри Кример) — 3:39
2. «Send Me to the ’Lectric Chair» (Джордж Брукс, Флетчер Хендерсон) — 3:17
3. «Jailhouse Blues» (Бесси Смит, Кларенс Уильямс) — 3:12
4. «Trombone Butter» (Флетчер Хендерсон) — 3:31
5. «You’ve Been a Good Old Wagon» (Перри Брэдфорд) — 4:02
6. «Careless Love» (У. К. Хэнди, Марта Кинг, Спенсер Уильямс) — 3:37
7. «Backwater Blues» (Бесси Смит) — 5:00
8. «If I Could Be with You (One Hour Tonight)» (Джеймс П. Джонсон, Генри Кример) — 2:49
9. «Me and My Gin» (Гарри Берк) — 3:11
10. «Fine Fat Daddy» (Дина Вашингтон) — 3:05

Бонус-треки переиздания
1. «Trombone Butter (Alternative Take)» (Флетчер Хендерсон) — 3:38
2. «Careless Love» (Master Take In Mono) (У. К. Хэнди, Марта Кинг, Спенсер Уильямс) — 4:01
3. «Send Me to the ’Lectric Chair» (Live Newport '58) (Джордж Брукс, Флетчер Хендерсон) — 3:53
4. «Me and My Gin» (Live Newport ’58) (Гарри Берк) — 3:20
5. «Backwater Blues» (Live Newport ’58) (Бесси Смит) — 4:37

## Участники записи
- Баритон-саксофон — Чарльз Дэвис (1, 3, 4, 7-10), Маккинли Истон (2, 4, 6)
- Бас-гитара — Робар Эдмондсон (2, 4, 6), Роберт Ли Уилсон (1, 3, 4, 7-10)
- Ударные — Джеймс Слотер (1-4, 6-10)
- Фортепиано — Джек Уилсон (1, 3, 4, 7-10), Джеймс Крейг (2, 4, 6)
- Тенор-саксофон, лидер — Эдди Чамбли (1-4, 6-10)
- Тромбон — Джулиан Пристер (1, 3, 4, 7-10), Квентин Джексон (2, 4, 6)
- Труба — Кларк Терри, Фортунатус Рикард (1-4, 6-10)
- Вокал — Дина Вашингтон